# Edward FitzGerald, 7.º Duque de Leinster
Edward FitzGerald, 7.º Duque de Leinster, etc. (6 de maio de 1892 – 8 de março de 1976), conhecido como Lorde Edward FitzGerald antes de 1922, foi o Primeiro Par do Reino da Irlanda.

## Biografia
Leinster foi o mais jovem dos três filhos nascidos de Gerald, 5.º Duque de Leinster, e da sua esposa, Hermione Duncombe.
Ele serviu na Primeira Guerra Mundial, incluindo a participação na campanha de Gallipoli.
Ele herdou o ducado em fevereiro de 1922, após a morte de seu irmão mais velho, Maurice FitzGerald, 6.º Duque de Leinster, que nunca se casou e estava confinado a uma instituição mental na época de sua morte.
Um jogador compulsivo, Leinster desfrutava de um estilo de vida extravagante, incluindo corridas de automóveis. Ele já havia assinado os direitos de reversão sobre a propriedade ancestral da família, Carton House, perto de Maynooth em Condado de Kildare, não esperando que herdasse a propriedade e o título. Ele escolheu viver na Inglaterra e suas propriedades permaneceram na posse do beneficiário, Sir Harry Mallaby-Deeley, 1.º Baronete, durante a vida do duque.
Em 1936, Leinster testemunhou numa audiência de falência que havia viajado para os Estados Unidos em 1928 para encontrar uma herdeira para casar e que, durante sua viagem, "se divertiu extravagantemente com dinheiro emprestado na tentativa de encontrar uma esposa americana que pagasse suas dívidas". Duas herdeiras pareciam interessadas, mas ambas acabaram recusando-se tornar Duquesa de Leinster.
Incapaz de pagar suas dívidas, o duque passou os últimos anos de sua vida vivendo num pequeno apartamento em Pimlico. Ele morreu por suicídio em 1976, tomando uma overdose de pentobarbital.

## Casamentos e descendência
O 7.º Duque de Leinster casou-se quatro vezes, e as suas esposas foram:
A primeira esposa foi May Juanita Etheridge  (4 de agosto de 1892 – 11 de fevereiro de 1935), uma cantora de coro e atriz no Teatro de Londres apelidada de "A Rapariga do Pijama Rosa", com quem se casou, em Londres, no dia 12 de junho de 1913. Ela era filha de Jesse Edward Etheridge, um vendedor, enterrado em Bishop's Cleeve, Gloucestershire, e filho de George Etheridge e esposa..., e da sua esposa, a antiga Theresa Grace Harriett Ann Summerell. Eles se separaram em 1922, e o duque pagou à sua esposa separada aproximadamente $50 por semana, "com a condição de que ela vivesse em retiro e não fizesse esforços para comunicar com o seu filho". O duque processou a duquesa pelo divórcio em 1926, citando George Frederick Newell como co-réu. O casal finalmente divorciou-se em 1930, com Stanley Williams, "um jovem chef", sendo nomeado como co-réu. Após o fim do casamento, a duquesa adotou o nome May Murray por ato notarial.. Em 1935, ela cometeu suicídio por overdose de soníferos. Tiveram um filho:
- Gerald FitzGerald, 8.º Duque de Leinster (27 de maio de 1914 – 3 de dezembro de 2004)[11]

A segunda esposa foi (Agnes) Raffaelle Van Neck (14 de dezembro de 1902 – 28 de dezembro de 1993, Londres), uma socialite americana, que foi a ex-esposa de Clare Van Neck e filha única de Robert Davidson Kennedy e sua primeira esposa, a antiga May Nutting. O Duque e a Sra. Van Neck casaram-se em Londres no dia 1 de dezembro de 1932; eles divorciaram-se em 1946, após alguns anos vivendo na Escócia, o duque dizendo: "Ela disse que não podia viver com ovelhas de cara preta e lagos, e eu vi uma certa verdade nisso".
A terceira esposa foi Jessie Wessel, uma ex-atriz e artista de music-hall, conhecida profissionalmente como Denise Orme (1884–1960). Ela era a avó materna do Príncipe Aga Khan IV. Nascida Jessie Smither, filha de um barman chamado Alfred Smither, tornou-se uma artista de music-hall e depois casou-se e divorciou-se primeiro do diplomata dinamarquês Theodor William Wessel e, em segundo lugar, do 3.º Barão Churston; Leinster tornou-se seu terceiro marido em 11 de março de 1946. Com este casamento, o duque adquiriu sete enteados, incluindo Joan Yarde-Buller, conhecida na época (1936–49) como Princesa Taj-ud-dawlah, mãe do Príncipe Aga Khan IV (nascido em 1936).
A quarta esposa foi Vivien Irene Conner, uma empregada de mesa (19 de fevereiro de 1920 – Brighton, Sussex, 1992), a ex-esposa de George William Conner e filha de Thomas Felton. Ela e o duque casaram-se em 1965. Com este casamento, o duque teve um enteado, Tony Conner.
O duque teve um filho ilegítimo com Yvonne Denison Percy Probyn, mais tarde conhecida como Yvonne FitzGerald, filha do Coronel J. Percy Probyn: Adrian Dighton Desmond FitzGerald, nascido em 1952, que casou-se duas vezes. A primeira esposa foi Colleen Theresa Cross, com quem casou-se em 1972 e se divorciou-se em 1975; deste relacionamento, tiveram uma filha, Kirsty FitzGerald, nascida em 1973, que é esposa de Andrew Keetch. A segunda esposa de Adrian foi Linda Jane Harris Clark, com quem se casou em 1982 e se divorciou em 1992.